# Lijst van voetbalinterlands Brazilië - Mexico
Deze lijst van voetbalinterlands is een overzicht van alle officiële voetbalinterlands tussen de nationale teams van Brazilië en Mexico. De landen speelden tot op heden 42 keer tegen elkaar. De eerste ontmoeting was een groepswedstrijd tijdens het Wereldkampioenschap voetbal 1950 op 24 juni 1950 in Rio de Janeiro. Het laatste duel, een vriendschappelijke wedstrijd, werd gespeeld op 8 juni 2024 in Mexico-Stad.

## Wedstrijden
| №  | Plaats          | Datum             | Competitie                        | Wedstrijd         | Uitslag |
| -- | --------------- | ----------------- | --------------------------------- | ----------------- | ------- |
| 1  | Rio de Janeiro  | 24 juni 1950      | WK 1950                           | Brazilië – Mexico | 4 – 0   |
| 2  | Santiago        | 6 april 1952      | Pan-Amerikaans kampioenschap 1952 | Mexico − Brazilië | 0 − 2   |
| 3  | Genève          | 16 juni 1954      | WK 1954                           | Brazilië − Mexico | 5 − 0   |
| 4  | Mexico-Stad     | 8 maart 1956      | Pan-Amerikaans kampioenschap 1956 | Mexico − Brazilië | 1 − 2   |
| 5  | San José        | 6 maart 1960      | Pan-Amerikaans kampioenschap 1960 | Mexico − Brazilië | 2 − 2   |
| 6  | San José        | 15 maart 1960     | Pan-Amerikaans kampioenschap 1960 | Mexico − Brazilië | 1 − 2   |
| 7  | Viña del Mar    | 30 mei 1962       | WK 1962                           | Brazilië − Mexico | 2 − 0   |
| 8  | Mexico-Stad     | 7 juli 1968       | Vriendschappelijk                 | Mexico − Brazilië | 0 − 2   |
| 9  | Mexico-Stad     | 10 juli 1968      | Vriendschappelijk                 | Mexico − Brazilië | 2 − 1   |
| 10 | Rio de Janeiro  | 31 oktober 1968   | Vriendschappelijk                 | Brazilië − Mexico | 1 − 2   |
| 11 | Belo Horizonte  | 3 november 1968   | Vriendschappelijk                 | Brazilië − Mexico | 2 − 1   |
| 12 | Rio de Janeiro  | 30 september 1970 | Vriendschappelijk                 | Brazilië − Mexico | 2 − 1   |
| 13 | Rio de Janeiro  | 31 maart 1974     | Vriendschappelijk                 | Brazilië − Mexico | 1 − 1   |
| 14 | Guadalajara     | 4 juni 1976       | Vriendschappelijk                 | Mexico − Brazilië | 0 − 3   |
| 15 | Rio de Janeiro  | 8 juni 1980       | Vriendschappelijk                 | Brazilië − Mexico | 2 − 0   |
| 16 | Los Angeles     | 12 december 1990  | Vriendschappelijk                 | Brazilië − Mexico | 0 − 0   |
| 17 | Los Angeles     | 31 juli 1992      | Vriendschappelijk                 | Mexico − Brazilië | 0 − 5   |
| 18 | Maceió          | 8 augustus 1993   | Vriendschappelijk                 | Brazilië − Mexico | 1 − 1   |
| 19 | Guadalajara     | 16 december 1993  | Vriendschappelijk                 | Mexico − Brazilië | 0 − 1   |
| 20 | Los Angeles     | 21 januari 1996   | CONCACAF Gold Cup 1996            | Brazilië − Mexico | 0 − 2   |
| 21 | Miami           | 30 april 1997     | Vriendschappelijk                 | Mexico − Brazilië | 0 − 4   |
| 22 | Santa Cruz      | 16 juni 1997      | Copa América 1997                 | Brazilië − Mexico | 3 − 2   |
| 23 | Riyad           | 16 december 1997  | FIFA Confederations Cup 1997      | Brazilië − Mexico | 3 − 2   |
| 24 | Ciudad del Este | 3 juli 1999       | Copa América 1999                 | Brazilië − Mexico | 2 − 1   |
| 25 | Ciudad del Este | 14 juli 1999      | Copa América 1999                 | Mexico − Brazilië | 0 − 2   |
| 26 | Mexico-Stad     | 4 augustus 1999   | FIFA Confederations Cup 1999      | Mexico − Brazilië | 4 − 3   |
| 27 | Guadalajara     | 7 maart 2001      | Vriendschappelijk                 | Mexico − Brazilië | 3 − 3   |
| 28 | Cali            | 12 juli 2001      | Copa América 2001                 | Brazilië − Mexico | 0 − 1   |
| 29 | Guadalajara     | 30 april 2003     | Vriendschappelijk                 | Mexico − Brazilië | 0 − 0   |
| 30 | Mexico-Stad     | 13 juli 2003      | CONCACAF Gold Cup 2003            | Mexico − Brazilië | 1 − 0   |
| 31 | Mexico-Stad     | 27 juli 2003      | CONCACAF Gold Cup 2003            | Brazilië − Mexico | 0 − 1   |
| 32 | Piura           | 18 juli 2004      | Copa América 2004                 | Mexico − Brazilië | 0 − 4   |
| 33 | Hannover        | 19 juni 2005      | FIFA Confederations Cup 2005      | Mexico − Brazilië | 1 − 0   |
| 34 | Ciudad Guayana  | 27 juni 2007      | Copa América 2007                 | Brazilië − Mexico | 0 − 2   |
| 35 | Foxborough      | 12 september 2007 | Vriendschappelijk                 | Brazilië − Mexico | 3 − 1   |
| 36 | Torreón         | 11 oktober 2011   | Vriendschappelijk                 | Mexico − Brazilië | 1 − 2   |
| 37 | Arlington       | 3 juni 2012       | Vriendschappelijk                 | Brazilië − Mexico | 0 − 2   |
| 38 | Fortaleza       | 19 juni 2013      | FIFA Confederations Cup 2013      | Brazilië − Mexico | 2 − 0   |
| 39 | Fortaleza       | 17 juni 2014      | WK 2014                           | Brazilië − Mexico | 0 − 0   |
| 40 | São Paulo       | 7 juni 2015       | Vriendschappelijk                 | Brazilië − Mexico | 2 − 0   |
| 41 | Samara          | 2 juli 2018       | WK 2018                           | Brazilië − Mexico | 2 − 0   |
| 42 | Mexico-Stad     | 8 juni 2024       | Vriendschappelijk                 | Mexico − Brazilië | 2 − 3   |

## Samenvatting
| Competitie                   | Totaal gespeeld | Winst Brazilië | Gelijk | Winst Mexico | Doelsaldo Brazilië – Mexico |
| ---------------------------- | --------------- | -------------- | ------ | ------------ | --------------------------- |
| WK-eindronde                 | 5               | 4              | 1      | 0            | 13 − 0                      |
| FIFA Confederations Cup      | 4               | 2              | 0      | 2            | 8 − 7                       |
| Copa América                 | 2               | 0              | 0      | 2            | 11 − 6                      |
| CONCACAF Gold Cup            | 0               | 0              | 0      | 0            | 0 − 4                       |
| Pan-Amerikaans kampioenschap | 4               | 3              | 1      | 0            | 8 − 4                       |
| Vriendschappelijk            | 19              | 11             | 5      | 3            | 39 − 17                     |
| Totaal                       | 42              | 25             | 7      | 10           | 78 − 38                     |

Wedstrijden bepaald door strafschoppen worden, in lijn met de FIFA, als een gelijkspel gerekend.

## Details

### 38ste ontmoeting
| FIFA Confederations Cup 2013 (Fortaleza, Brazilië, 19 juni 2013):                                                 |              | |
| Brazilië | 2 – 0        | Mexico |
| Neymar 9' Jô 90+3'                                                                                                | goals        | |
| Luiz Felipe Scolari                                                                                               | bondscoach   | Miguel Herrera |
| Júlio César Marcelo David Luiz Thiago Silva Daniel Alves Luiz Gustavo Paulinho Hulk 78' Oscar 62' Fred 82' Neymar | opstellingen | José Corona Hiram Mier Francisco Rodríguez Héctor Moreno 70' Jorge Torres Nilo 58' Gerardo Flores 88' Gerardo Torrado Carlos Salcido Giovani dos Santos Javier Hernández Andrés Guardado |
| Hernanes 62' Lucas Moura 78' Jô 82'                                                                               | wissels      | 58' Héctor Herrera 70' Pablo Barrera 88' Raúl Jiménez |
| Thiago Silva 43' Daniel Alves 76'                                                                                 | gele kaarten | 21' Andrés Guardado 89' Héctor Herrera 90' Francisco Rodríguez |

### 39ste ontmoeting
| WK 2014 (Fortaleza, Brazilië, 17 juni 2014):                                                                         |                 | |
| Brazilië | 0 – 0           | Mexico |
| | goals (assists) | |
| Luiz Felipe Scolari                                                                                                  | bondscoach      | Miguel Herrera |
| Júlio César Marcelo David Luiz Thiago Silva Daniel Alves Luiz Gustavo Paulinho Ramires 46' Oscar 84' Fred 68' Neymar | opstellingen    | Guillermo Ochoa Paul Aguilar Francisco Rodríguez Rafael Márquez Héctor Moreno Miguel Layún José Juan Vázquez 76' Héctor Herrera Andrés Guardado 84' Giovani dos Santos 74' Oribe Peralta |
| Bernard 46' Jô 68' Willian 84'                                                                                       | wissels         | 74' Javier Hernández 76' Marco Fabián 84' Raúl Jiménez |
| Ramires 45' Thiago Silva 79'                                                                                         | gele kaarten    | 59' Paul Aguilar 62' José Juan Vázquez |